# Carlos Gustavo dos Anjos
Carlos Gustavo dos Anjos, né le 1er septembre 1956, est un homme politique santoméen.
Il exerce les fonctions de ministre des Affaires étrangères de Sao Tomé-et-Principe du 21 avril 2006 au 20 novembre 2007. Depuis le 2 octobre 2009, Carlos Gustavo dos Anjos est ambassadeur de Sao Tomé-et-Principe auprès de l'Union européenne,.
Il parle couramment l'anglais, l'espagnol, le français et l'italien.